# ورقة 50 يورو
ورقة 50 يورو هي عملة الورقية من اليورو في الاتحاد الأوروبي. أصبحت متداولة في 2002، ويستخدمها حوالي 343 مليون أوروبي في 25 دولة هو عملتها الأساسية (23 دولة تعتمده قانونيًا). كان هناك حوالي 14.523.000.000 ورقة خمسين يورو في منطقة اليورو في يوليو 2023. وهي الفئة الأكثر تداولًا على نطاق واسع، وتمثل ما يقرب من نصف (49.0٪) من إجمالي الأوراق النقدية. تشير التقديرات إلى أن متوسط عمر الورقة هو حوالي أربع سنوات.
وهي رابع أصغر ورقة نقدية، اأعادها 140 ملم × 77 ملم، ولها لون برتقالي. على الورقة أقواس وجسور من عمارة عصر النهضة (القرنين الخامس عشر والسادس عشر). تحتوي الورقة النقدية بقيمة 50 يورو على العديد من ميزات الأمان المعقدة مثل العلامات المائية والحبر غير المرئي والصور المجسمة والطباعة الدقيقة التي توثق أصالتها.
كشف عن تصميم ورقة 50 يورو من سلسلة أوروبا في 5 يوليو 2016. وأصدرت الورقة النقدية الجديدة في 4 أبريل 2017.

## التاريخ

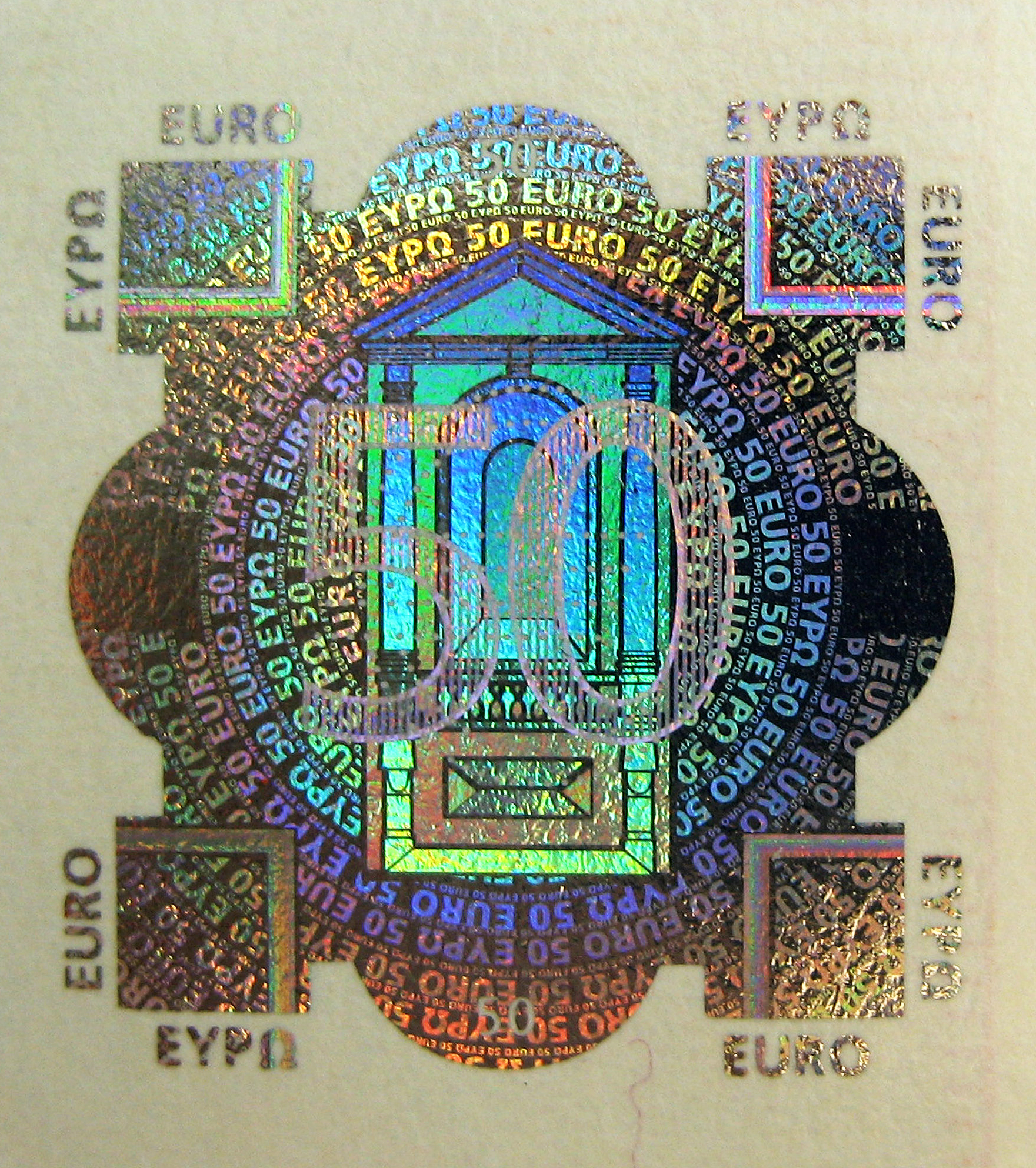
الصورة المجسمة على ورقة 50 يورو

تأسس اليورو في 1 يناير 1999، عندما أصبح عملة أكثر من 300 مليون شخص في أوروبا. خلال السنوات الثلاث الأولى من وجودها كانت عملة غير مرئية، وتستخدم فقط في المحاسبة. لم يتم تقديم النقد باليورو حتى 1 يناير 2002، عندما حلت محل الأوراق النقدية والعملات المعدنية الوطنية ل 12 دولة في منطقة اليورو، مثل الغيلدر الهولندي والسكودو البرتغالي. اليوم، يستخدم حوالي 332  مليون أوروبي ورقة الخمسين يورو وفي 25 هو عملتها الوحيدة (مع 23 دولة تستخدمها قانونًا).
انضمت سلوفينيا إلى منطقة اليورو في 2007، قبرص ومالطا في 2008، سلوفاكيا في 2009، إستونيا في 2011، لاتفيا في 2014، وليتوانيا في 2015 وكرواتيا في 2023.

### فترة التغيير
استمرت فترة التغيير التي تم خلالها تبادل العملات الورقية والمعدنية للعملات السابقة مقابل اليورو لمدة شهرين تقريبًا، من 1 يناير 2002 حتى 28 فبراير 2002. يختلف التاريخ الرسمي الذي توقفت فيه العملات الوطنية عن أن تكون مناقصة قانونية من دولة عضو إلى دولة عضو. كان أقرب تاريخ في ألمانيا، حيث توقفت العلامة رسميًا عن كونها مناقصة قانونية في 31 ديسمبر 2001، على الرغم من أن فترة التبادل استمرت لمدة شهرين آخرين. حتى بعد أن توقفت العملات القديمة عن كونها مناقصة قانونية، استمر قبولها من قبل البنوك المركزية الوطنية لفترات تتراوح من عشر سنوات إلى الأبد.

### التغييرات
تحمل الملاحظات المطبوعة قبل تشرين الثاني (نوفمبر) 2003 توقيع الرئيس الأول للبنك المركزي الأوروبي، ويم دويسنبرغ. خلفه في 1 نوفمبر 2003 جان كلود تريشيه، الذي يظهر توقيعه على الاوراق النقدية من نوفمبر 2003 إلى مارس 2012. تحمل الأوراق النقدية الصادرة بعد مارس 2012 توقيع الرئيس الثالث للبنك المركزي الأوروبي، ماريو دراجي.
لا تعكس إصدارات السلسلة الأولى توسع الاتحاد الأوروبي، حيث لم يتم تصوير قبرص في الملاحظات لأن الخريطة لا تمتد إلى الشرق بما يكفي، ومالطا مفقودة أيضًا لأنها لا تلبي الحد الأدنى لحجم المسلسل الحالي للتصوير.
نظرًا لأن البنك المركزي الأوروبي يخطط لإعادة تصميم الأوراق النقدية كل سبع أو ثماني سنوات بعد كل إصدار، فقد تم طرح 50 ورقة نقدية جديدة قيد التداول في 4 أبريل 2017. تم استخدام تقنيات جديدة للإنتاج ومكافحة التزييف في الاوراق الجديدة، لكن التصميم الأساسي ظل على نفس الموضوع (الجسور والأقواس) واستمر في استخدام ألوان مماثلة للسلسلة السابقة. ومع ذلك، يمكن تمييز الورقة الجديدة بوضوح عن النوتة القديمة.

## التداول
يراقب البنك المركزي الأوروبي عن كثب تداول ومخزون عملات اليورو المعدنية والأوراق النقدية. من مهام نظام اليورو ضمان إمداد فعال وسلس لأوراق اليورو والحفاظ على سلامتها في جميع أنحاء منطقة اليورو.
كانت هناك 14٬430٬405٬946 ورقة خمسين يورو في ديسمبر 2022 والتي تعادل قيمتها الاجمالية € 526٬028٬989٬300
هذا هو الرقم الصافي، أي عدد الأوراق النقدية الصادرة عن البنوك المركزية لنظام اليورو، دون مزيد من التمييز بشأن من يحتفظ بالعملة المصدرة، وبالتالي يشمل أيضًا الأسهم التي تحتفظ بها مؤسسات الائتمان.
إلى جانب تاريخ تقديم المجموعة الأولى إلى يناير 2002، يكون نشر الأرقام أكثر أهمية من خلال الحد الأقصى لعدد الأوراق النقدية التي يتم جمعها كل عام. الرقم أعلى في نهاية العام.
| التاريخ     | عدد الاوراق   | القيمة الاجمالية بالاورو | التاريخ     | عدد الاوراق   | القيمة الاجمالية بالاورو |
| ----------- | ------------- | ------------------------ | ----------- | ------------- | ------------------------ |
| يناير 2002  | 1٬417٬053٬560 | 70٬852٬678٬000           | ديسمبر 2009 | 5٬199٬440٬707 | 259٬972٬035٬350          |
| ديسمبر 2002 | 2٬434٬707٬158 | 121٬735٬357٬900          | ديسمبر 2010 | 5٬550٬160٬896 | 277٬508٬044٬800          |
| ديسمبر 2003 | 2٬896٬386٬947 | 144٬819٬347٬350          | ديسمبر 2011 | 6٬045٬145٬732 | 302٬257٬286٬600          |
| ديسمبر 2004 | 3٬255٬008٬516 | 162٬750٬425٬800          | ديسمبر 2012 | 6٬437٬178٬183 | 321٬858٬909٬150          |
| ديسمبر 2005 | 3٬624٬320٬322 | 181٬216٬016٬100          | ديسمبر 2013 | 6٬962٬832٬968 | 348٬141٬648٬400          |
| ديسمبر 2006 | 4٬077٬608٬858 | 203٬880٬442٬900          | ديسمبر 2014 | 7٬508٬631٬958 | 375٬431٬597٬900          |
| ديسمبر 2007 | 4٬442٬233٬190 | 222٬111٬659٬500          | ديسمبر 2015 | 8٬398٬272٬519 | 419٬913٬625٬950          |
| ديسمبر 2008 | 4٬911٬736٬808 | 245٬586٬840٬400          | ديسمبر 2016 | 9٬231٬380٬229 | 461٬569٬011٬450          |

في 4 أبريل 2017، تم إصدار سلسلة جديدة «أوروبا»
صدرت السلسلة الأولى من الأوراق النقدية بالتزامن مع تلك الخاصة ببضعة أسابيع في سلسلة «أوروبا» حتى نفاد المخزون الحالي، ثم يتم سحبها تدريجياً من التداول. وهكذا فإن كلا السلسلتين تسير بالتوازي ولكن النسبة تميل حتمًا إلى انخفاض حاد في السلسلة الأولى.
| التاريخ     | الأوراق النقدية | القيمة باليورو  | السلسلة 1     | القيمة باليورو  | النسبة |
| ----------- | --------------- | --------------- | ------------- | --------------- | ------ |
| ديسمبر 2017 | 9٬826٬239٬828   | 491٬311٬991٬400 | 7٬202٬485٬936 | 360٬124٬296٬800 | 73.3%  |
| ديسمبر 2018 | 10٬446٬866٬397  | 522٬343٬319٬850 | 5٬575٬235٬652 | 278٬761٬782٬600 | 53.4%  |
| ديسمبر 2019 | 11٬216٬209٬023  | 560٬810٬451٬150 | 4٬504٬551٬206 | 225٬227٬560٬300 | 40.2%  |
| ديسمبر 2020 | 12٬724٬868٬337  | 636٬243٬416٬850 | 3٬961٬795٬038 | 198٬089٬751٬900 | 31.1%  |
| ديسمبر 2021 | 13٬684٬375٬433  | 684٬218٬771٬650 | 3٬541٬489٬557 | 177٬074٬477٬850 | 25.9%  |
| ديسمبر 2022 | 14٬430٬405٬946  | 721٬520٬297٬300 | 3٬164٬581٬973 | 158٬229٬098٬650 | 21.9%  |

أحدث الأرقام التي قدمها البنك المركزي الأوروبي هي التالية:
| التاريخ    | الأوراق النقدية | القيمة باليورو  | السلسلة 1     | القيمة باليورو  | النسبة |
| ---------- | --------------- | --------------- | ------------- | --------------- | ------ |
| يوليو 2023 | 14٬522٬711٬073  | 726٬135٬553٬650 | 2٬957٬864٬639 | 147٬893٬231٬950 | 20.4%  |

## المعلومات القانونية
من الناحية القانونية، يحق لكل من البنك المركزي الأوروبي والبنوك المركزية في دول منطقة اليورو إصدار 7 عملات ورقية مختلفة من اليورو. من الناحية العملية، تقوم البنوك المركزية الوطنية في المنطقة فقط بإصدار وسحب الأوراق النقدية باليورو. لا يوجد لدى البنك المركزي الأوروبي مكتب نقدي ولا يشارك في أي عمليات نقدية.

## تتبع الورقة
توجد العديد من مواقع الويب ومواقع التواصل الاجتماعي التي تسمح بمتابعة الأوراق النقدية (اليورو) للبنوك بمعرفة مكان سفرها، ومن أشهر مواقع الويب EuroBillTracker. الهدف من ذلك تسجيل أكثر الاوراق النقدية الممكنة ومعرفة تفاصيل توزيعها فعلى سبيل المثال في البلدان التي يوجد فيها عدد كبير من الاوراق النقدية سجلها EuroBillTracker أكثر من 161 مليون في نوفمبر 2016 أي ما يفوق 3 مليار يورو.